# Ginopodio

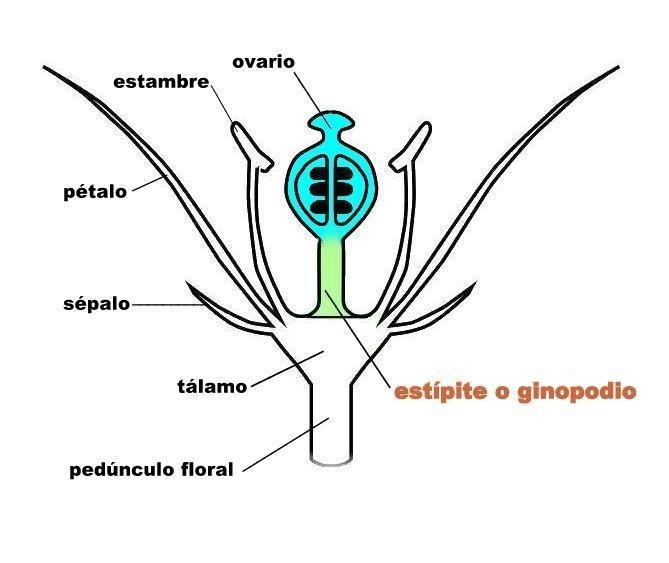
Diagrama de organización de una flor perfecta de planta superior con ginopodio.

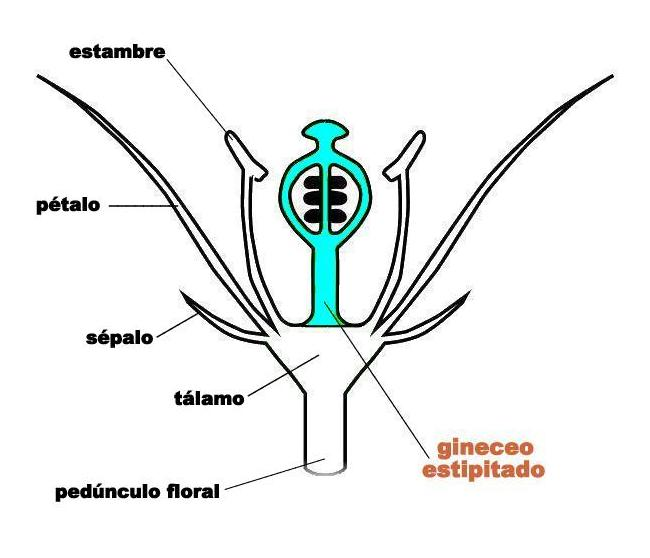
Diagrama de organización de una flor perfecta de planta superior con gineceo estipitado.

En anatomía botánica de las plantas superiores, el ginopodio (literalmente, 'el pie del ovario') es una eventual constricción pediforme en la parte inferior del ovario, sea maciza o tenga parte de la cavidad seminal en su interior. En caso de existencia de dicha prolongación, se habla de gineceo estipitado, pues es sinónimo de estípite, en uno de sus múltiples sentidos botánicos, pero no lo es de ginóforo que es parte integrante del tálamo, mientras el estípite lo es del ovario.